# Cseh-morva testvérek
A Cseh Testvérek, illetve Morva Testvérek olyan előreformációs és Husz János követőitől, a huszitáktól eredő reformmozgalom Csehországban, amely Helcsickí Péter (Petr Chelčický) körül a 15. század második felében alakult ki.  1467-ben Unitas Fratrum néven (= Testvérek egysége) alkotott egyesületet. A harmincéves háborúban kihalt hagyományuk elsősorban a herrnhuti testvérgyülekezet közösségében él tovább.  Határozott antifeudális törekvéseket tűztek zászlajukra, de pedagógiai programjuk is jelentős volt. Fontosnak tartották az írni-olvasni tudást, törekedtek a Biblia minél szélesebb körű megismertetésére. Legismertebb képviselőjük a 17. században élt cseh pedagógus, Coménius volt.

## Történet
A huszita háború és a fegyverhasználat legbefolyásosabb és legszilárdabb ellenzője Helcsickí Péter (kb. 1390–1460) volt. Bár sok dologban rokonszenvezett a huszita táboritákkal, fáradhatatlanul küzdött felfogásuk ellen, és próbálta Zsizskát és híveit meggyőzni arról, hogy a fegyver használata, még védelem esetén sem helyes. Ő lett a testvérek korai vezetője.
Az utraquista érsek, Rokycana , a prágai Tyn-templomban elmondott prédikációiban ajánlotta Helcsickí tanításait a hívek figyelmébe, és elítélte Róma egyházának bűneit. 1457-ben Rokycana közvetítésével Podjebrád Györgytől megkapták az északkelet-csehországi Kunvald falut, ahol Helcsickí és Řehoř (Gregor) vezetésével egy közösséget alapíthattak. Sokan csatlakoztak hozzájuk a valdensek és a prágai diákok közül és még mások is. Bár a kapcsolatot fenntartották az utraquista egyházzal, sok kérdésben visszatértek a Szentírás tanításához, és az őskeresztények életpéldáját követték. Híveiknek nem engedték, hogy világi hivatalt viseljenek, nem katonáskodtak, esküt nem tettek, nem törődtek a teológiai tudományokkal, hanem a kereszténység gyakorlati eszményeit, elsősorban a testvéri összetartást igyekeztek megvalósítani. Olyanok is voltak közöttük, akik lemondtak a vagyonukról. Lelkészük egy utraquista pap volt, de voltak választott véneik is.
Nem sokáig hagyták őket békességben, mert az utraquista egyház elkezdte üldözni őket. Ekkor a régió erdőiben, hegyeiben rejtőztek el. Számuk mégis tovább nőtt. Később az üldözés fokozatosan alábbhagyott.
1467-ben Lhotában a testvérek nagy számban gyűltek össze, ahol újra megtárgyalták a gyülekezet alapelveit. Magukat a Testvérek Gyülekezetének (cseh: Jednota Bratrská) vagy Egyesült Testvéreknek (latin: Unitas Fratrum) nevezték. A közösség magába olvasztotta a táboriták és a cseh valdensek maradványait. Befogadtak számos utraquistát is. A világtól visszavonuló, egyszerű életet folytattak, az életszentség eszményét követték, szigorú fegyelmet gyakoroltak, egyszerű istentiszteleti formát és egyházszervezetet alakítottak ki.
Prágai Lukács  (Lukáš Pražský) négy évtizeden át egészen haláláig (1528) volt a legaktívabb és egyik legkiemelkedőbb vezetőjük. Az ő vezetésével egy "fiatal" párt lépett színre, amely az 1494. évi gyűlés során felülkerekedett. Ettől kezdve a testvérközösség szorosabb kapcsolatban állt a világgal, a tudományos élettel és az állammal. 
1507-ben megjelent a Szent Jakab-féle ediktum, amely kötelezővé tette a római katolikus vagy az utraquista egyházhoz való csatlakozást; azoknak akik ezt megtagadták, el kellett hagyniuk az országot. Az üldözés néhány évig tartott, és ez idő alatt Lukács harcolt értük, míg őt magát is börtönbe nem vetették.Amikor Csehország királya meghalt, a katolikusok és az utraquisták közötti kiújuló viszályok elterelték róluk a figyelmet, és így újra viszonylagos nyugalmat élvezhettek.
Időközben megindult a reformáció és Lukács is kiszabadult a börtönből.
Az Egyesült Testvérek másik nagy vezetője Augusta János  (Jan Augusta; kb. 1500 – 1572), aki 32 éves korában püspök lett, és akit a legalkalmasabb vezetőnek ismertek el; teljes mértékben támogatta a németországi protestánsokkal való együttműködést.
1547-ben a mühlbergi csatában legyőzték a protestánsokat, és őket is megvádolták a lázadás értelmi szerzőségével, így az üldözések következtében kénytelenek voltak Lengyel- és Németországba kivándorolni.
A 16. század végén a testvérek egyes tagjai lefordították a Bibliát cseh nyelvre (Kralitz Biblia), amely egészen a közelmúltig a legelterjedtebb cseh bibliafordítás volt.
Az Egyesült Testvérek "utolsó püspöke", Comenius (Jan Amos Komenský) főleg az oktatási reformjairól ismert. Ő nem helyeselte a módot, ahogy a Testvérek a politikába és a háborúba belebonyolódtak. Az 1620-as fehérhegyi csata után az ellenreformáció üldözését volt kénytelen elszenvedni. Bujkálni kényszerült, majd hittestvérei kis csoportjával száműzetésbe vonult. 1627-ben a Testvérekkel a lengyelországi Lesznó (Lissa) városában nyert menedéket, ahol viszonylagos nyugalomban dolgozhatott hosszabb időn keresztül. Az ellenreformáció nyomása miatt a csehországi protestánsok kénytelenek voltak elhagyni az országot vagy akik Csehországban és Morvaországban maradtak a hitük gyakorlását csak titokban ápolhatták.
1722-ben Zinzendorf szász evangélikus–pietista teológus birtokain telepedtek le és megalapították a herrnhuti telepet, ahol hamarosan különféle szektások leltek menedékre. Zinzerndorf igyekezett megvalósítani Spener ecclesiola in ecclesia gondolatát: 1727-ben "megújult testvérközösség" néven önálló egyházi közösséget alapított, amely sajátos szervezettel és istentiszteleti formával rendelkezett. Elképzelése szerint a testvérgyülekezetből egy keresztény megújulást szolgáló, ellentétektől mentes központ válhatna. A valóságban Herrnhut egy önálló egyház kiindulópontja lett. → Herrnhuti testvérgyülekezet